# Васбек
Васбек (нім. Wasbek) — громада в Німеччині, розташована в землі Шлезвіг-Гольштейн. Входить до складу району Рендсбург-Екернферде. Складова частина об'єднання громад Ноймюнстер.
Площа — 23,49 км2. Населення становить 2328 ос. (станом на 31 грудня 2020).